# Allée Hanna-Kamieniecki
L'allée Hanna-Kamieniecki est une voie située dans le 11e arrondissement de Paris, en France.

## Situation et accès
La dénomination « allée Hanna Kamieniecki » est attribuée au terre-plein central du boulevard de Ménilmontant, entre la Place Jean-Ferrat et le jardin Jane-Avril et l’allée Mireille-Knoll, à Paris (11e).

## Origine du nom
La voie porte le nom d'Hanna Kamieniecki (1925-2020), résistante juive et communiste française.